# Петар Пеца Поповић
Петар Пеца Поповић (Београд, 12. јул 1949) српски је новинар, публициста, музички критичар и уредник новина.
Рођен је 1949. године у Београду. Био је уредник часописа Џубокс и Рок 82. Писао је за Политику, Политикин забавник, Блиц, Спортски журнал и многе друге часописе.  Радио је за Радио Београд и Радио 101.
Као новинар и уредник дао је велики допринос на афирмацији забавне музике и рок музике. Помогао многим музичарима на почетку каријере: Здравку Чолићу, Бијелом дугмету, групи Азра, Рибљој чорби, Бајаги и инструкторима, Последњој игри лептира и многим другим.
По идеји Пецe Поповића, 28. августа 1977. године, одржан је бесплатан концерт Бијелог дугмета код београдске Хајдучке чесме. То је један од концерата са највише посетилаца у бившој Југославији.
Добитник је Награде „Стефан Првовенчани” 2015. године.

## Књиге
- Чувар бувље пијаце, Књижевна општина Вршац, 2022.г.[4]
- Трагови у бескрају,Књижевна општина Вршац[5]
- Пролећа у Топчидеру,Књижевна општина Вршац[6]
- Бити рокенрол, Службени гласник (Заједно са Михајлом Пантићем)[7]
- Рокописи, Цептер бук ворлд[8]